# Liste des poissons en France métropolitaine
Cet article court présente un sujet plus développé dans plusieurs articles dérivés.
Pour des articles plus généraux, voir Liste des poissons en France, Liste des poissons en Europe et Faune en France métropolitaine.

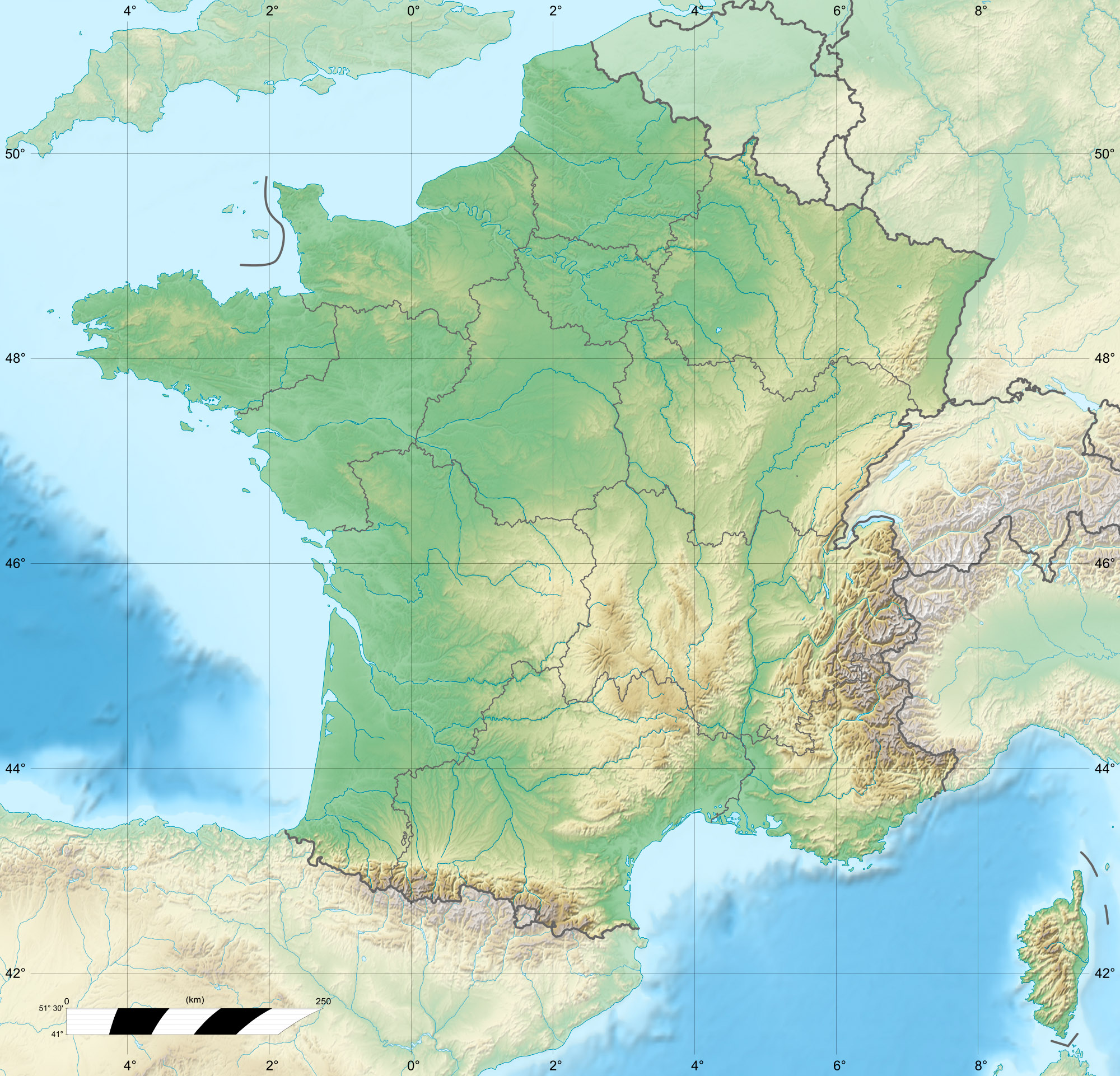
Carte topographique de la France métropolitaine.

Localisation de la France métropolitaine en Europe.

Cette liste commentée recense l'ichtyofaune en France métropolitaine. Elle répertorie les espèces de poissons français actuels et celles qui ont été récemment classifiées comme éteintes (à partir de l'Holocène, depuis donc 11 700 ans av. J.‑C.). Cette liste inclut deux écosystèmes aquatiques :
- l'eau douce ;
- et l'eau de mer.

## Note
- (en) Cet article est partiellement ou en totalité issu de l’article de Wikipédia en anglais intitulé « List of fish of Metropolitan France » (voir la liste des auteurs).

1. ↑  Cette liste est dérivée de la liste rouge de l'UICN et de la liste rouge de l'UICN France (publié par l'INPN), qui répertorient la plupart des espèces présentes dans le monde et en France depuis le XVIe siècle, avec en plus celles répertoriées depuis le début de l'Holocène (soit 11 700 ans av. J.‑C.). La taxonomie et la nomenclature de ces animaux, complétées par des noms vulgaires, sont basées sur celles utilisées par FishBase, SITI ou encore l'UICN.